# Mittelalter-Rock

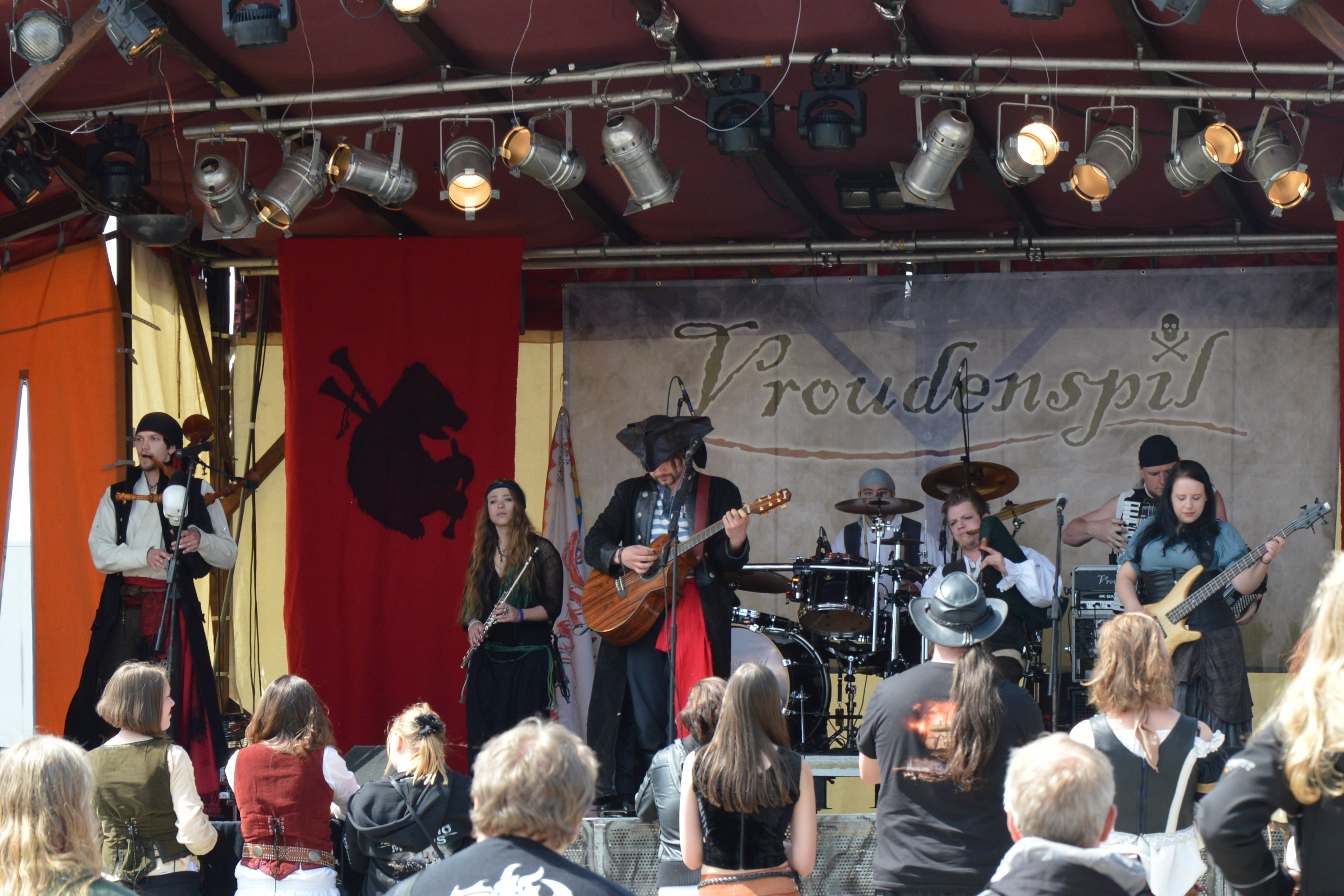
Mittelalter-Rockband 'Vroudenspil' mit Schlagzeug, Gitarren und Marktsackpfeifen

Mittelalter-Rock (englisch Medieval rock [mediˈiːvəl ɹɒk]) ist ein Genre der Rockmusik. Verbunden werden hierbei Instrumente moderner Rockmusik, wie E-Gitarre, E-Bass, Schlagzeug und teilweise elektronische Elemente, mit historischen Instrumenten, wie Sackpfeife, Harfe, Drehleier, Schalmei, Flöte, Pfeife, Laute und weitere. Die Liedtexte sind häufig vom Mittelalter inspiriert. Wegen der oft härteren Ausrichtung und fließenden Grenzen zum Folk Metal gilt der Mittelalter-Metal als Weiterentwicklung oder Subgenre des Mittelalter-Rocks.

## Abgrenzung
Das Wesen des Mittelalter-Rocks ist die Verbindung von Rockmusik bzw. Metal mit mittelalterlichen Instrumenten, Folk-Elementen sowie mittelalterlich inspirierten Texten und Bühnenshows. Auf der einen Seite grenzen sich die Genres der Musik der Mittelalterszene, des Folk und Folk-Rock ab. Auf der anderen Seite gibt es Adhärenz zu den Genres des Hard Rock, der Neuen Deutschen Härte, Folk-Metal und Metal im Allgemeinen. Das Genre hat seine Ursprünge vorwiegend in Ostdeutschland und ist bis heute im Wesentlichen ein deutsches Phänomen geblieben. Im Gegensatz zum Pagan Metal werden im Mittelalter-Rock nur selten direkte Bezüge zu germanischer Folklore gestellt. Eine Ausnahme stellen die Merseburger Zaubersprüche dar, die durch Ougenweide und später In Extremo vertont wurden. Die Texte des Mittelalter-Rocks sind meist auf Neuhochdeutsch, seltener in einer altertümlichen Sprache verfasst. Instrumentarium, Komposita, Lyrik wie auch Gesang stellen ähnlich wie bei der Musik der Mittelalterszene keinerlei Ansprüche und Bezüge zur historisch-authentischen Musik der mittelalterlichen Epoche dar, sondern entspringen im Wesentlichen den Vorstellungen des Mediävalismus späterer Epochen bis in die Moderne, so orientiert sich etwa der typische Einsatz der Blasinstrumente im Mittelalterrock an einer Spielweise, die erst in der Renaissance ihre Entwicklung aufnahm.
Mittelalter-Rock ist allgemein in der Schwarzen Szene beliebt und wird oft fälschlich dem Gothic-Rock zugerechnet. Die Wurzeln der Gothic-Bewegung gehen jedoch auf das Post-Punk- und Wave-Umfeld zurück.

## Geschichte

### Anfänge

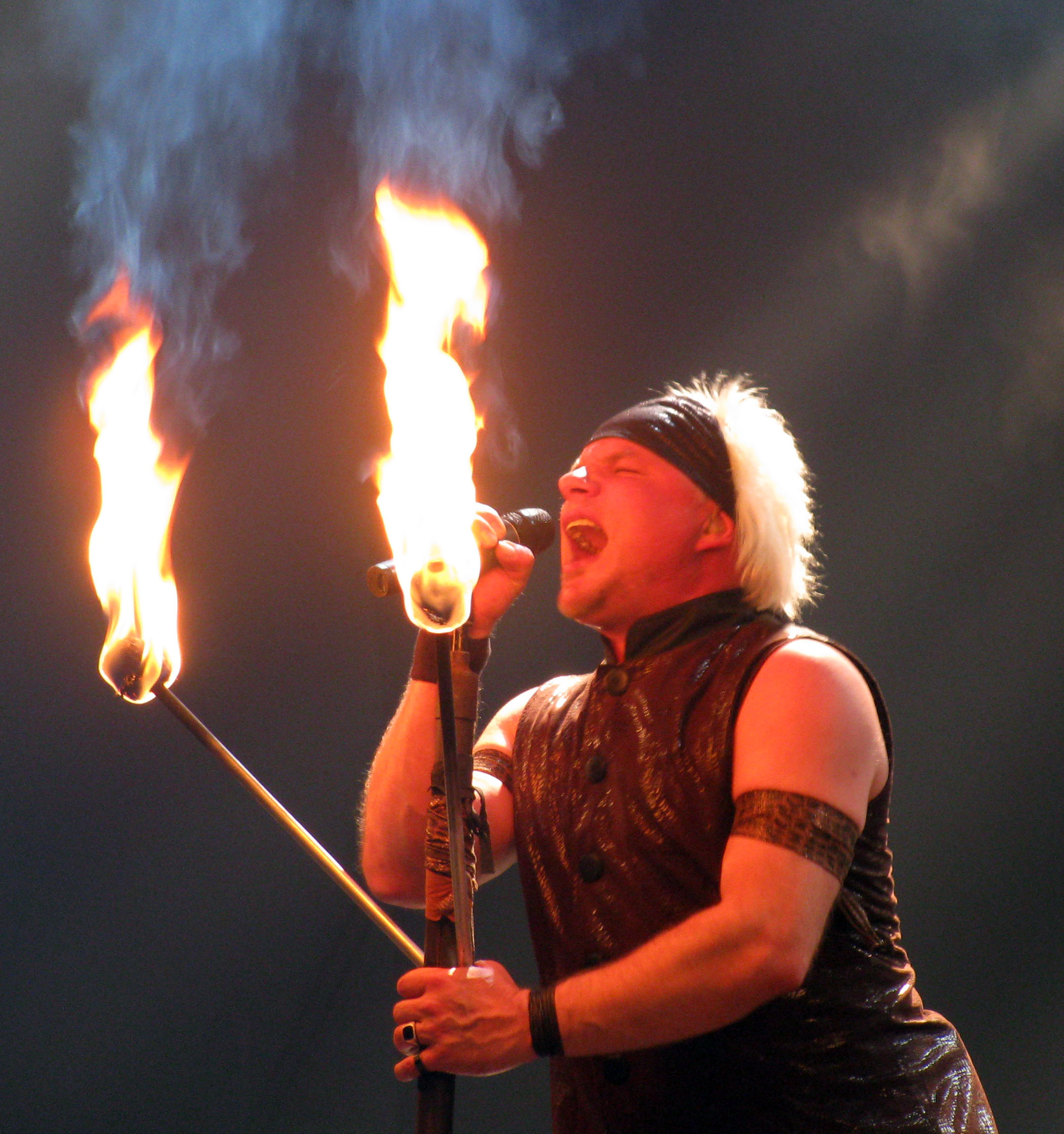
Eric Fish (Subway to Sally)

Ursprünglich wurden in erster Linie mittelalterliche beziehungsweise traditionelle Stücke durch rockige Elemente „aufgepeppt“. Geschah dies bei Ougenweide in den 1970er Jahren noch in sehr verhaltenem Maße, oft beschränkt auf einzelne Riffs und wenige altertümliche Instrumente wie Blockflöte und Krummhorn, nahmen die modernen Elemente in den 1990er Jahren zu.
Die Ursprünge der Mittelalter-Rockszene sind in den Ausklängen der DDR-Untergrundmusik zu suchen, wo zusammengefasst unter der Bezeichnung Die anderen Bands verschiedene Gruppen u. a. des Punkrock, Post-Punk und experimentell-dadaistischer Stile wirkten. Auf der anderen Seite war auch die Folk-Musik damals durchaus gegenwärtig. Ferner kamen erstmals die Marktsackpfeifen auf, wodurch sich die mittelalterliche Musik im Dudelsack-Rock-Stil herausbildete, gespielt von Formationen wie Spilwut und Tippelklimper. Bei Letzteren spielten auch Musiker, die 1989 Corvus Corax gründeten. Aus jenem Dunstkreis mittelalterlicher, alternativer und folkloristischer Musik entwickelte sich in den 1990er Jahren der Mittelalter-Rock, zunächst vorwiegend in Ostdeutschland. Eine wichtige Rolle scheint dabei das Aufkommen von mittelalterlichen Märkten gespielt zu haben, die als Treffpunkt und Auftrittsort der sich entwickelnden Szene dienten. 1991 wurden den Inchtabokatables mittelalterliche Attribute zugeschrieben, was jedoch mehr in der Biografie einiger Mitglieder als in der Musik selbst begründet ist. Lediglich bei einem (namenlosen) Lied von 1994 fand die Melodie des Palästinaliedes von Walther von der Vogelweide Verwendung. 1990 gründete sich Subway to Sally in Potsdam aus der Band Bodenski Beat und einigen Folk-Musikern, darunter Eric Fish von Catriona. Die damalige Musik lässt sich jedoch nur ansatzweise dem Mittelalterrock zuordnen.
Ab 1990 experimentierte die Ost-Berliner Punkband Feeling B – bestehend aus Sänger Aljoscha Rompe, Gitarrist Paul Landers und Keyboarder Christian Flake Lorenz – mit mittelalterlichen Elementen. Die Gruppe besuchte mittelalterliche Märkte und trat dort bald auch selbst auf, mit teilweise skurrilen Bühnenshows. Auf ihrem Album „Wir kriegen euch alle“ (1991) kommen bereits vereinzelt Instrumente zum Einsatz, die heute eindeutig dem Mittelalter-Rock zugesprochen werden. So sind in den Songs „Schlendrian“ und „Slamersong“ z. B. Schalmeien zuhören. 1993 veröffentlichte Feeling B mit „Die Maske des Roten Todes“ das erste Konzeptalbum, auf dem eindeutig mittelalterliche Musik mit Punkmusik vermischt wurde. Einige heutige Szeneklassiker wie Heiduckentanz, Traubentritt oder Rotta finden sich schon auf diesem Album, sie gingen aus der Zusammenarbeit mit den Musikern Guido Burck, Rene Mansfeld und Jean Walther von der Band Arte Cantores aus Mecklenburg-Vorpommern hervor. Von diesen wurden auch die Dudelsack- und Schalmeienparts eingespielt. Wie es dazu kam, dass eine (Fun-)Punkcombo begann, mittelalterlich geprägte Musik zu spielen, dazu gab die Band im Booklet der CD genau Auskunft:

„Aljoscha ist Schuld. Als es hier vor ein paar Jahren noch lustige Mittelaltermärkte gab, hat er zum ersten Mal die alten Tröten und Schalmeien gehört. Seitdem versuchte er unablässig, verschiedene Mittelaltermusiker und Feeling B in Verbindung zu bringen. Erster Versuch war das Lied "Revolution 89?" im Juni 1990. Richtig los ging es dann im Sommer 92, wo aus 3000 Metern Sackleinen und 40 LKW-Ladungen Holz in Steinbrücken eine mittelalterliche Pfahlsiedlung errichtet wurde. Jetzt fehlten bloß noch die Spielleute, die fanden wir in dem kleinen Dorf Saal bei Ribnitz-Damgarten (...). Die Musik, die wir dann zusammen machten, wurde in kurzer Zeit von Feeling B so richtig versaut und jetzt auf Platte gepresst.“

Heutzutage sind Feeling B in der Szene selbst eher unbekannt. Ein Grund dafür ist darin zu suchen, dass die Band nur kurzzeitig dem neuartigen Konzept folgte. Sie trennte sich Ende 1993. Zwei der drei Stammmusiker, sowie der damalige Schlagzeuger, gingen zur Gruppe Rammstein, bei der mittelalterliche Einflüsse keine Rolle spielen. Das Projekt Feeling B wurde von Sänger Rompe nach einer Pause zwar mit neuer Besetzung fortgesetzt, jedoch mit einer anderen musikalischen Ausrichtung.
Ab etwa 1994 verwendete Subway to Sally mittelalterliche Elemente, zum Beispiel eine Sopranschalmei in der Instrumentierung, und adaptierte Texte, zum Beispiel von François Villon, gepaart mit relativ hartem Alternative-Rock. Dazu kamen allerdings eher dem Folk zuzuordnende Elemente wie Violine, akustische Gitarre und Great Highland Bagpipe in der Instrumentierung. Textlich übte sich Subway To Sally ab 1995 in deutscher Lyrik mit mittelalterlichen Bezügen. Seitdem lässt sie sich eindeutig dem Mittelalter-Rock zurechnen.

### Stilentwicklung

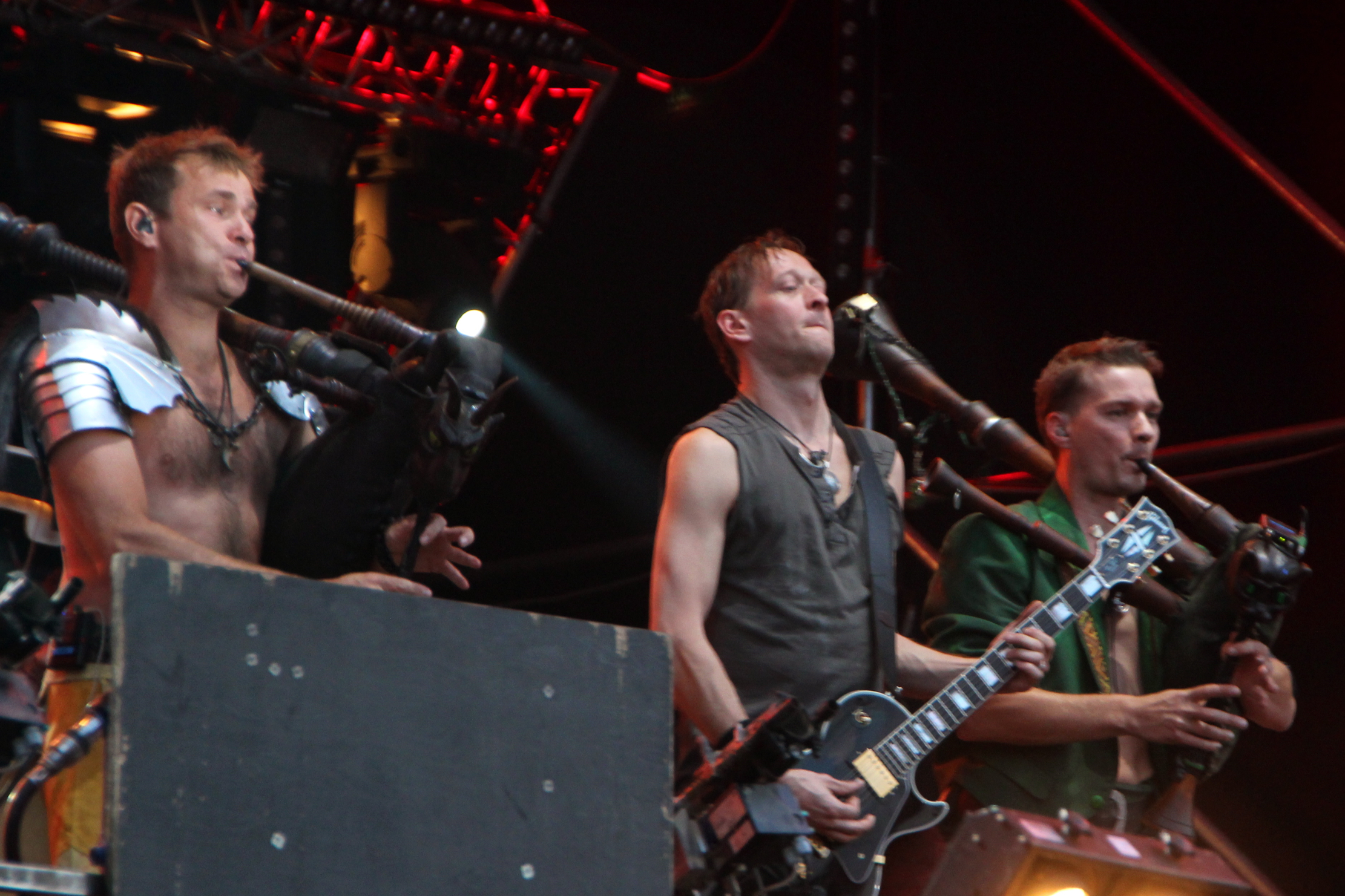
In Extremo

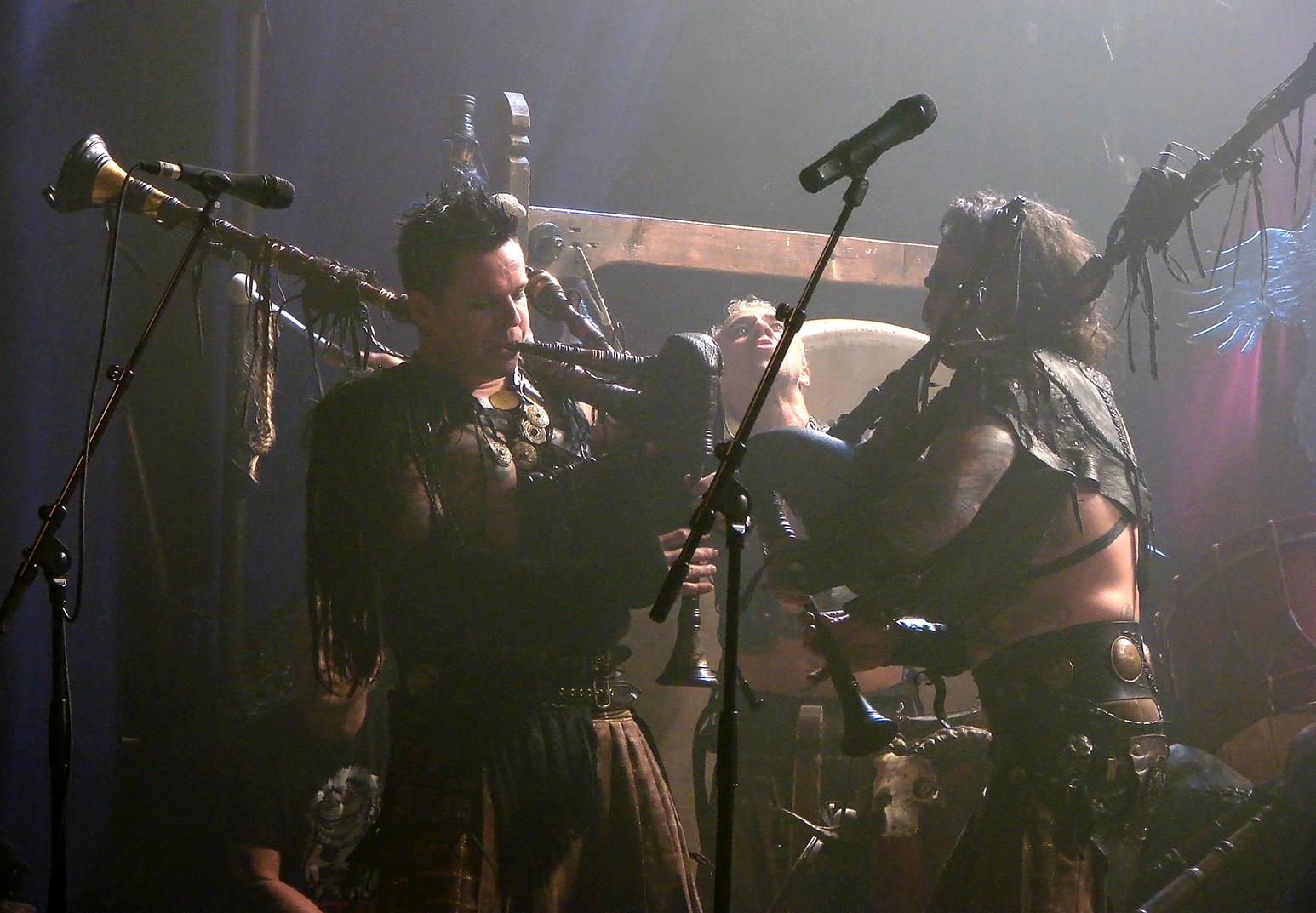
Corvus Corax

1997 kreierte In Extremo mit dem in traditionellem Okzitanisch gesungenen Ai Vis Lo Lop einen Stil, bei dem mittelalterliche und rockige Elemente gleichberechtigt nebeneinander standen. Etwa gleichzeitig mit In Extremo begann auch Corvus Corax mit entsprechenden Versuchen, die sich dann zum stark elektronisch beeinflussten Projekt Tanzwut manifestierten. Auch Subway to Sally schlug mit Erscheinen des 1999er Albums Hochzeit eine deutlich härtere Klangart an. Diese Stilentwicklung dürfte unter dem Einfluss der damals erfolgreichen Neuen Deutschen Härte gestanden haben. Eine Interpretation tatsächlich mittelalterlicher Musikstücke war in den Anfangsjahren häufig. Schon Ende der 1990er waren die meisten Melodien Eigenkompositionen und die Texte zumeist auf Neuhochdeutsch verfasst. Dem entgegen stellen Adaro eine Ausnahme dar, die insbesondere die mittelhochdeutsche Lyrik des Minnesangs vertonten. Nach der Jahrtausendwende finden sich sowohl bei Subway to Sally als auch bei In Extremo Texte, die gänzlich ohne mittelalterlichen Bezug sind.
Das Spektrum des Mittelalter-Rock bestand von Anfang an aus einer bis heute gültigen Dichotomie: Einige Gruppen der Mittelalterlichen Musik betrieben den Mittelalter-Rock nur als Nebenprojekt wie beispielsweise die erwähnten Corvus Corax mit Tanzwut. Andere Bands wie beispielsweise Saltatio Mortis spielen abwechselnd akustisch mittelalterliche Musik und Mittelalterrock. In Extremo ging ebenfalls aus solch abwechselnd spielenden Gruppen hervor, konzentrierte sich ab 1998 jedoch auf den Mittelalter-Rock. Alsbald löste man sich vom strengen Festhalten an mittelalterlichen Themen – ohne aber den derben, teilweise heroischen Stil zu verlassen. Die Übergänge zur NDH sind teilweise fließend, wie etwa bei Ragnaröek deutlich wird. Die Marktsackpfeife als Instrument wie auch die Bühnenshows stellen jedoch einen eindeutig mittelalterlichen Bezug her. Weder das genannte Instrument noch Bekleidung der Musiker oder deren Auftreten sind jedoch authentische Zeugnisse des Mittelalters, sondern als reine Mittelalter-Symbolik zu werten. Auf der anderen Seite finden sich Gruppen, die nur geringen Einflüssen mittelalterlicher Musik unterliegen, sondern sich eher von der Folkmusik inspiriert sehen. Entsprechend fällt die Instrumentierung mit Violine, Flöte bis hin zum Akkordeon aus, während die Marktsackpfeife eine untergeordnete Rolle spielt oder fehlt. Neben dem Urgestein Subway to Sally ist mit Schandmaul ein populärer Vertreter dieser Ausrichtung genannt.
Der Mittelalter-Rock ist eine typisch deutsche Erscheinung und hierzulande seit Ende der 1990er Jahre auch kommerziell erfolgreich. Mit In Extremo gelingt es dem Genre seit einigen Jahren gar, im Mainstream Fuß zu fassen. Außerhalb Deutschlands gibt es nur sehr wenige Bands, die einen ähnlichen Stil pflegen. Stattdessen ist der in Europa sonst durchaus verbreitete Folk Metal in Deutschland so gut wie gar nicht ausgeprägt.
Mit Schandmaul aus Gröbenzell wurde erstmals eine westdeutsche Formation im Genre des Mittelalterrocks populär. Weitere wie Saltatio Mortis aus Karlsruhe folgten. Inzwischen lassen sich keine klaren regionalen Unterschiede mehr ausmachen, der Mittelalterrock ist längst zu einem gesamtdeutschen Phänomen gewachsen.

### Mittelalter-Metal als Subgenre
Um die Jahrtausendwende ließen Subway to Sally erstmals mit ihrem Studioalbum Hochzeit eindeutige Einflüsse aus dem Heavy Metal in ihre Musik einfließen. Der progressivere Einsatz von Gitarren und Schlagzeug ist hierfür bezeichnend. Dieser Stil wurde von da an kontinuierlich weiterentwickelt bzw. verstärkt. Subway to Sally kam nach der Veröffentlichung ihres Albums Engelskrieger bei dem größten Heavy Metal Independent-Label Nuclear Blast unter Vertrag, unter dem sie von 2004 bis 2010 Alben veröffentlichten. Sie sind jährlich vertreten auf den großen Metalfestivals in Deutschland und treten im 2 Jahres-Rhythmus beim Wacken Open Air auf. Während sich Vertreter wie In Extremo, Saltatio Mortis, Tanzwut, Cultus Ferox oder Schandmaul bis heute eher am Hard Rock und der NDH in der Spielart ihrer Gitarren orientieren, nehmen die jüngeren Vertreter der Stilrichtung zunehmend stärkeren Bezug zum Metal. Besonders nahe dem Heavy Metal stehend gelten die 2005 in Regensburg gegründete Band Ingrimm, die Hamburger Band Vogelfrey und die Landsberger Cumulo Nimbus. Alle drei genannten Bands verwenden nicht nur für den Heavy Metal typische Power Chords und progressive Drums, sondern auch Gitarrensoli und experimentieren mit gutturalem Gesang. Die 2011 gegründeten Harpyie beziehen zudem Einflüsse aus dem Metalcore. Dementgegen stehen Bands wie Ragnaröek und Impius Mundi, die sich eher an der klassischen Variante des Mittelalterrocks orientieren. In diesem Zusammenhang lässt sich also von der Bildung eines Subgenres Mittelaltermetal innerhalb des Mittelalterrocks sprechen. Eine größere Nähe zum europäischen Folk Metal ist dadurch trotzdem nicht festzustellen, da dieser sich eher an den Spielarten des Black- und Death Metals orientiert.

## Stil
Mittelalter-Rock gilt als Stilvermengung von Hard Rock und der Musik der Mittelalterszene. So ist der Stil
„in erster Linie von typischen Instrumenten einer Rock-Besetzung geprägt. Dazu gehören E-Gitarre, Schlagzeug, Bass und Gesang, sowie mitunter auch Synthesizer.“ Dudelsack, Drehleier sowie weitere historische und historisch anmutende Instrumente werden in den Klang eingebunden und eher begleitend als tragend eingesetzt. Gelegentlich greifen Vertreter auf eine künstlerische von modernen Begriffen befreite Sprache, ähnlich dem so genannten Marktsprech der Mittelaltermärkte, zurück. Häufig werden historische und historisierende Texte präsentiert. Entsprechend sind Musikgruppen des Genres im Vergleich zu Rockbands häufig verhältnismäßig groß, da sie oft aus einer vollwertigen Rockband und ergänzenden Musikern der Mittelalterszene bestehen. Besetzungen von acht Personen sind keine Seltenheit.

## Bands

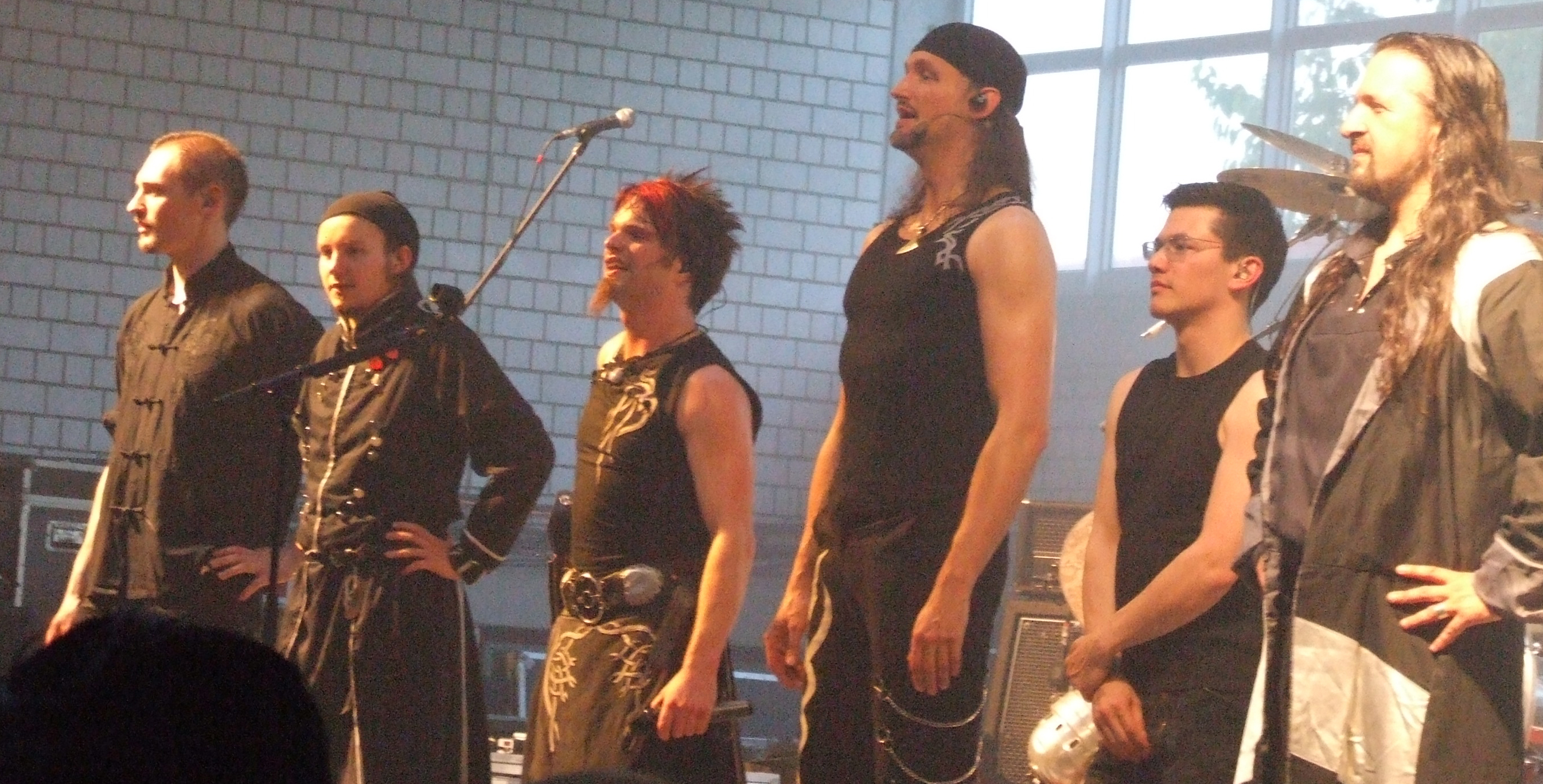
Saltatio Mortis

Zu den bekannteren Vertretern des Genres in deutscher Sprache gehören:
- Cultus Ferox
- Feuerschwanz
- Haggefugg
- Harpyie
- Ignis Fatuu
- In Extremo
- Krayenzeit
- Letzte Instanz
- Morgenstern
- Nachtgeschrei
- Ougenweide
- Rabenschrey
- Ragnaröek
- Saltatio Mortis
- Schandmaul
- Schelmish
- Subway to Sally
- Tanzwut